# Micrurus frontalis
Micrurus frontalis (південний кораловий аспід) — вид отруйних змій родини аспідових (Elapidae). Мешкає в Південній Америці.

## Опис
Загальна довжина сягає 50—55 см. Голова невелика, тулуб стрункий, тонкий та довгий. Хвіст короткий. Забарвлення чорне з червоним. Кожне широке чорне кільце на тулубі поділено двома досить широкими світло-жовтими кільцями. Широкі червоні кільця залишаються суцільними.

## Поширення і екологія
Південні коралові аспіди мешкають на півдні Бразилії, на сході Парагваю (Альто-Парана) та на північному сході Аргентини (Місьйонес, Коррієнтес). Вони живуть у вологих тропічних і субтропічних напівлистяних лісах, в саванах, на луках та сільськогосподарських угіддях, поблизу струмків і боілт. Зустрічаються на висоті до 700 м над рівнем моря. Живляться ящірками і зміями, в кладці 2-7 яєць. При захисті від ворогів ховають голову, а задню частину тулуба сплющують й підіймають вертикально, згорнувши короткий хвіст у кільце.